# Zivilschutzkorps
Das Zivilschutzkorps (ZSK) war eine geplante hauptamtliche Zivilschutzorganisation in der Bundesrepublik Deutschland, deren Einrichtung mit der Verabschiedung des „Gesetzes über das Zivilschutzkorps“ vom 12. August 1965 vorgesehen war.

## Entstehung
Aufgrund von haushaltspolitischen Beschränkungen wurde das Gesetz durch das im Dezember 1965 beschlossene Haushaltssicherungsgesetz zunächst zeitlich befristet suspendiert. Durch das zwei Jahre später am 21. Dezember 1967 verabschiedete Finanzänderungsgesetz wurde die Befristung ausgesetzt, Bemühungen um eine Aufhebung der Suspendierung scheiterten in den folgenden Jahren aufgrund von finanziellen Erwägungen. Dadurch kam es bei der Umsetzung des Zivilschutzkorpsgesetzes lediglich zur Einrichtung von Aufstellungsstäben, die eigentlichen Einheiten des ZSK bestanden hingegen zu keinem Zeitpunkt. Durch die Neuordnung der Zuständigkeiten und Strukturen im Bereich des Zivilschutzes, die sich aus dem 1968 beschlossenen „Gesetz über die Erweiterung des Katastrophenschutzes“ ergab, entfiel die Einrichtung des Zivilschutzkorps endgültig.

## Aufgaben
Die geplanten Aufgaben des Zivilschutzkorps waren die Bekämpfung von im Verteidigungsfall durch Waffenwirkung – insbesondere Massenvernichtungswaffen – entstehenden Schäden sowie der Schutz der Zivilbevölkerung vor den Folgen solcher Schäden. Dabei sollte es die vorhandenen Einrichtungen der Gebietskörperschaften, wie zum Beispiel den Luftschutzhilfsdienst, unterstützen. Außerdem war ihm die Unterstützung dieser Kräfte erlaubt, wenn eine Katastrophe vorlag und der Verteidigungsfall oder der Spannungsfall nicht festgestellt war. Sollte dies der Fall sein, wäre der Einsatz des ZSK nur möglich gewesen, wenn das Bundesministerium des Innern (BMI) dem zugestimmt hätte.
Eine weitere Aufgabe des ZSK ergab sich daraus, dass angesichts der Erhöhung des Grundwehrdienstes auf 18 Monate, die man aus militärischen Gründen für die Einsatzfähigkeit der Truppe für nötig hielt, und der in den 1960er Jahren noch geringen Anzahl der Kriegsdienstverweigerer bei fixer Höchstgröße der Bundeswehr, die man weder überschreiten wollte noch durfte, ein wesentlicher Teil der Wehrpflichtigen nicht zum Militär einberufen werden konnte und sich angesichts dessen die Frage der Wehrgerechtigkeit stellte.
Das ZSK durfte entsprechend der vierten Genfer Konvention nur Aufgaben aus dem Bereich Zivilschutz übernehmen und somit nicht für militärische Aktivitäten eingesetzt werden. Seine Angehörigen standen daher unter dem Schutz dieser Konvention und galten völkerrechtlich als Zivilpersonen.

## Organisation und Zuständigkeiten
Die Vorschriften hinsichtlich der ZSK-Stationierungsorte sollten von den Ländern erlassen werden, das Gesetz nennt ausdrücklich Schulen und Gerätelager des Korps als Länderaufgabe. Die genaue Stärke und Aufbauorganisation wurde jedoch vom Bund festgelegt. Außerdem sollten die Führer des ZSK vom Bund ergänzend ausgebildet werden, ebenso sollten Speziallehrgänge nach Bundesvorschriften ablaufen.
Der Bund war ferner für die Überwachung des Ausbildungsstandes und der Ausrüstung zuständig. Zu diesem Zweck wurde beim Bundesministerium des Innern ein Inspekteur des Zivilschutzkorps eingerichtet, analog zum Inspekteur der Bereitschaftspolizeien der Länder. Außerdem war der Bund ermächtigt, Beschaffungen in eigener Verantwortung durchzuführen, wenn der Bundesrat dem zustimmte. Das ZSK durfte nur von den obersten Landesbehörden eingesetzt werden, außerdem konnte das BMI sich Einheiten unterstellen, falls die Lage dies erfordert.
Die Umsetzung der Planungen zur Einrichtung des ZSK kam über die Einrichtungen von Aufstellungsstäben nie hinaus. Insbesondere bestanden zu keinem Zeitpunkt dienstfähige Einheiten.

## Einsatzkräfte
In den Planungen zum ZSK wurden drei Gruppen von Helfern unterschieden. Die Einteilung, die den Möglichkeiten des Wehrdienstes entsprach, umfasste Dienstpflichtige, berufsmäßige Angehörige und Angehörige auf Zeit.
Für die Gruppe der Dienstpflichtigen waren Wehrpflichtige  auf Grundlage des Artikel 12a des Grundgesetzes vorgesehen, die beim ZSK ihrer Dienstverpflichtung nachkommen sollten. Die Dauer der Dienstpflicht und eine Reihe von anderen Vorschriften resultierten aus dem Soldatengesetz. Die Planungen zur Dienstpflicht umfassten unter anderem eine Grundausbildung von vier Monaten Dauer, Übungen von maximal je einem Monat Dauer über einen Gesamtzeitraum von zwölf Monaten, einen unbefristeten Dienst im Verteidigungsfall sowie Dienst nach Anordnung der obersten Landesbehörde (sog. „Bereitschaft“), wenn der Verteidigungsfall eingetreten war oder unmittelbar bevorstand. Die Wehrersatzbehörden waren für alle Angelegenheiten der Dienstpflicht zuständig. Für Dienstpflichtige war eine Meldeüberwachung analog zur Wehrüberwachung vorgesehen.
Für die berufsmäßigen Angehörigen war eine Anstellung im Rahmen eines öffentlich-rechtlichen Dienstverhältnisses besonderer Art vorgesehen, das in bestimmten Aspekten dem Dienstverhältnis eines Soldaten ähnelte. Den Planungen entsprechend sollte es sowohl Mannschafts- und Unterführer- als auch Führer-Laufbahnen geben. Vorgesehen waren dabei folgende Laufbahnen und Dienstgrade:
- Mannschaften: Schutzkorpsmann; Truppführer; Obertruppführer; Haupttruppführer
- Unterführer: Wachtmeister; Oberwachtmeister; Hauptwachtmeister; Meister; Obermeister; Stabsmeister; Oberstabsmeister
- Führeranwärter: Schutzkorpsmann; Truppführer; Wachtmeister; Hauptwachtmeister; Obermeister
- Zugführer: Zugführer; Oberzugführer
- Stabsführer: Bereitschaftsführer; Abteilungsführer/Stabsarzt; Oberabteilungsführer/Oberstabsarzt; Bereichsführer/Bereichsarzt
- Oberbereichsführer
- Inspekteur des ZSK

Allen Dienstgraden wurde der Zusatz „im Zivilschutzkorps“ („im ZSK“) angefügt.
Die Dienstpflichtigen leisteten ein Gelöbnis, die berufsmäßigen Angehörigen einen Eid:
„Ich schwöre (Ich gelobe) der Bundesrepublik Deutschland treu zu dienen, Gefahren für die Allgemeinheit unter Einsatz aller Kräfte zu bekämpfen und meine Pflichten zu erfüllen. (So wahr mir Gott helfe.)“